# Dangerous Streets
Dangerous Streets är ett man mot man-fightingspel utvecklat av Micromania, och utgivet 1994 av Flair Software. Spelet släpptes till Amiga, Amiga CD32 och DOS.

## Handling
Man kan välja att spela ensam, mot datorn, eller turneringar. Man kan välja mellan åtta olika figurer, Keo, Lola, Luisa, Macalosh, Ombra, Pinen, Sgio och Tony.

### Fotnoter
1. ↑  ”Dangerous Streets” (på engelska). Mobygames. 13 mars 1994. http://www.mobygames.com/game/dangerous-streets. Läst 18 juni 2014.